# James Kealoha
James Kimo Kealoha (* 29. April 1908 in Pāhoa, Hawaii County, Hawaii-Territorium; † 24. August 1983 in Honolulu, Hawaii) war ein US-amerikanischer Politiker. Zwischen 1959 und 1962 war er der erste Vizegouverneur des Bundesstaates Hawaii.

## Werdegang
James Kealoha war der Sohn eines chinesischen Immigranten, der als Plantagenarbeiter nach Hawaii gekommen war. In der chinesischen Gemeinschaft auf Hawaii hieß er Lee Yat Wo. 1926 absolvierte er die Hilo High School. Danach arbeitete er für einen Lebensmittelladen in Hilo. Politisch schloss er sich zunächst der Demokratischen Partei an.
Zwischen 1934 und 1938 saß er im territorialen Repräsentantenhaus, dessen Präsident er zeitweise war. 1938 wurde er in den Senat des Hawaii-Territoriums gewählt. Im selben Jahr wechselte er zu den Republikanern. 1940 wurde er in den Bezirksrat des Hawaii County gewählt. Nach zwei Wiederwahlen konnte er dort drei zusammenhängende Legislaturperioden absolvieren. Ebenfalls im Jahr 1940 war er Ersatzdelegierter für sein Territorium zur Republican National Convention. Seit 1948 war er Bezirksratsvorsitzender im Hawaii County.
1959 wurde Kealoha nach dem Beitritt Hawaiis zur Union an der Seite von William F. Quinn zum ersten Vizegouverneur des Staates gewählt. Dieses Amt bekleidete er zwischen dem 21. August 1959 und dem 2. Dezember 1962. Dabei war er Stellvertreter des Gouverneurs, mit dem er sich politisch eher schlecht verstand. 1962 trat er in den republikanischen Gouverneursvorwahlen erfolglos gegen Quinn an, der dann seinerseits dem Demokraten John Anthony Burns unterlag.
Im Jahr 1966 kandidierte James Kealoha erfolglos für das US-Repräsentantenhaus. Dabei war er ein entschiedener Gegner des Vietnamkrieges. 1968 bewarb er sich ebenfalls erfolglos um das Amt des Bürgermeisters bzw. Bezirksrats im Hawaii County. Auch privat hatte er damals nur wenig Erfolg. In den Jahren 1967 und 1977 musste er zweimal Zahlungsunfähigkeit beantragen, als zwei Unternehmen, an denen er beteiligt war, bankrottgingen. Später baute er Papayas an. Außerdem besaß er eine Farm in Salem im Staat Oregon. James Kealoha starb am 24. August 1983 in Honolulu.